# Mühlkreis Autobahn
Die Mühlkreis Autobahn (A 7) ist eine Autobahn in Oberösterreich und Teil der Europastraße E 55. Sie führt vom Knoten Linz an der West Autobahn (A 1) durch das Stadtgebiet von Linz nach Norden ins Mühlviertel und endet nach knapp 27 Kilometern im Gemeindegebiet Unterweitersdorf auf Höhe Kalchgruberweg, wo sie nahtlos in die Mühlviertler Schnellstraße (S 10) übergeht.

## Geschichte

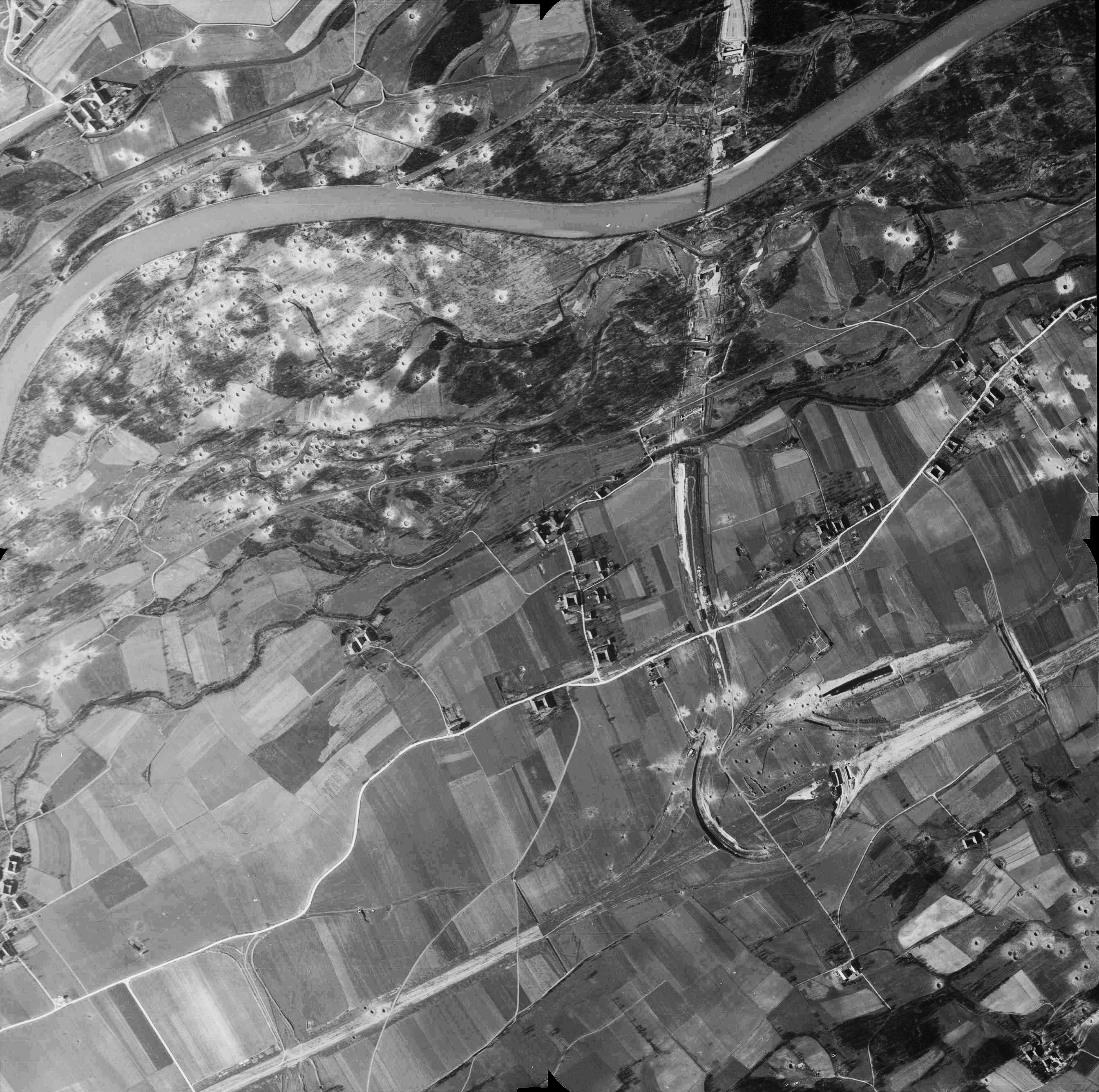
Knoten Linz. Luftbild 1945

Im ersten Entwurf eines österreichischen Fernstraßennetzes von Leopold Oerley, Hochschullehrer an der Technischen Hochschule Wien, aus dem Jahre 1936 war erstmals an eine Verbindung (Prag – Budweis -) Freistadt – Linz gedacht. Der Pressereferent des deutschen Vereins HaFraBa, Kurt Kaftan, sah in seiner Studie „Europa braucht Autobahnen“ ebenfalls die Strecke Prag – Budweis – Linz vor. Ein Jahr später enthielt der Entwurf August Schmöllers, später Leiter der Landesstelle für Raumordnung für den Gau Oberdonau im Dritten Reich, ebenfalls eine Verbindung von Linz zur tschechischen Grenze bei Unterwald, einer Ortschaft der Gemeinde Windhaag bei Freistadt vor. Auch der Fernstraßenplan von Alfred Sighartner vom selben Jahr sah eine Strecke von Prag über Budweis nach Linz vor, allerdings nicht als Autobahn.
Nach dem Einmarsch der deutschen Wehrmacht in Österreich im März 1938 enthielten weder die Pläne vom 13. März, noch vom 15. Dezember 1938 eine Autobahnverbindung von Linz über Budweis nach Prag. Auch wenn die Strecke seit der Annektierung des Sudetenlandes von Planern bearbeitet wurde, so ist sie in Netzplänen der Jahre 1939/40 noch nicht enthalten. Im Juni 1940 lag eine Planung vor, die einen Abzweig bei Ebelsberg von der West Autobahn und die Führung der Trasse am Weikerlsee vorbei über eine Donaubrücke, Gallneukirchen, Alberndorf in der Riedmark, Ottenschlag im Mühlkreis, Schenkenfelden, Reichenthal, Stiftung bei Reichenthal weiter nach Budweis vorsah.
Während diese Strecke, die die Autobahn östlich an Linz vorbeiführte, nicht mehr zum Bau freigegeben wurde, war als Anbindung der Stadt Linz an die West Autobahn an eine Zubringerstrecke gedacht. Diese sollte vom heutigen Knoten Linz von der Autobahn Salzburg – Wien abzweigen und auf der heutigen Trasse der A 7 bis auf Höhe des Knotens Linz-Hummelhof führen. Schließlich sollte die Linie in geradem Verlauf beim Blumauer Platz am Linzer Hauptbahnhof in die Wiener Straße münden. Vom Knoten Linz bis zur Salzburger Straße sollte der Zubringer als Autobahn ausgeführt werden, um danach als eine monumentale Straße von 65 bis 105 Metern Breite angelegt zu werden. Im Abschnitt zwischen dem Knoten Linz und der AS Salzburger Straße wurde mit dem Bau von zehn Brücken begonnen, die jedoch nicht mehr zur Vollendung kamen.
Zwischen 1954 und 1956 wurde erneut geprüft, wie die Stadt Linz an die West Autobahn angeschlossen werden könnte. Dabei fiel die Entscheidung schließlich für die Wiederaufnahme der Bauarbeiten am Zubringer. Dieses erste große Teilstück vom Knoten Linz bis zur Anschlussstelle Salzburger Straße (AS Linz-Süd) wurde am 24. Oktober 1964 eröffnet.
Der Abschnitt zwischen dem Knoten Hummelhof und der AS Urfahr war zuerst im Generalverkehrsplan der Stadt Linz aus dem Jahre 1957 als autobahnähnliche Schnellstraße vorgesehen. Die Realisierung begann im April 1961. Zwischen 1962 und 1979 wurden diese Teile der Autobahn im Linzer Stadtgebiet für den Verkehr freigegeben.
Erst mit der Novelle zum Bundesstraßengesetz im Jahre 1968 fand die Mühlkreis Autobahn bis zur tschechischen Grenze, damals noch als Pyhrnautobahn bezeichnet, Eingang in die Autobahnpläne der Republik Österreich. Entsprechend war die Weiterführung der Autobahn ab AS Urfahr im Gesamtverkehrsplan der Stadt Linz 1972 enthalten. Zwischen 1974 und 1982 erfolgte der Bau der Autobahn zwischen AS Urfahr und dem heutigen Autobahnende kurz vor Unterweitersdorf. Das Autobahnende wurde mehrmals umgebaut, da die ursprünglichen drei scharfen Kurven einigen Lastwägen zum Verhängnis wurden. Von der Weiterführung ist noch der Erdwall bis zur Ortsmitte Unterweitersdorf erhalten, jedoch wurde dieser in der Zwischenzeit rekultiviert.
In den 1970ern wurde die Mühlkreis Autobahn über den Raum westlich Neumarkt im Mühlkreis und Summerau (westlich Freistadt) zur Staatsgrenze geplant, jedoch wegen ökologischer und hydrologischer Gründe verworfen (Gusental entlang der ehemaligen Pferdeeisenbahn). 1983 wurde die A 7 zwischen dem Autobahnende bei Unterweitersdorf und der Staatsgrenze aus dem Bundesstraßengesetz gestrichen. Stattdessen sollte eine „Mühlkreis Schnellstraße“ (S 21) errichtet werden. Hintergrund dieser Änderungen waren Verkehrsprognosen für den Abschnitt, die den Bau einer Autobahn nicht rechtfertigten. Tatsächlich spielten auch finanzielle Gründe eine Rolle. Mit der Bundesstraßengesetz-Novelle 1986 wurde der Abschnitt schließlich zur Ausführung als B 125 „Prager Straße“ herabgestuft.
Mit der politischen Wende in Tschechien und der Öffnung der Grenzen stieg das Verkehrsaufkommen im genannten Abschnitt auf der bestehenden Bundesstraße erheblich an. 1993 kündigte der tschechische Verkehrsminister Jan Stráský zudem den Bau einer Autobahn von Prag über Budweis zur Grenze bei Wullowitz an. 1999 wurde die Strecke deshalb als B 310 „Mühlviertler Straße“ in das Bundesstraßengesetz, Verzeichnis 3 (Bundesstraßen), aufgenommen, wobei danach „Anschlüsse von öffentlichen Straßen und Wegen [...] im Freilandbereich nur in Form besonderer Anschlussstellen ausgeführt werden“ durften. 2002 wurde die B 310 in das Verzeichnis 2 – Bundesschnellstraßen – des Bundesstraßengesetzes als S 10 überführt.
Mit den Arbeiten der Mühlviertler Schnellstraße (S 10) für den Abschnitt von Unterweitersdorf bis Freistadt-Nord wurde 2009 begonnen. Diese wurden im Herbst 2015 abgeschlossen. Ein Weiterbau zur Staatsgrenze ist derzeit in Planung, aktuell führen die restlichen rund 15 km zur Grenze über die Mühlviertler Straße (B 310). Auf tschechischer Seite wird dann mit der Dálnice 3 die Achse Prag – Linz (und damit Berlin – Venedig über den Pyhrn) geschlossen.
Von März 2023 bis September 2024 wurde zwischen den Anschlussstellen Linz-Dornach und Treffling bei Kilometer 16 die Halbanschlussstelle "Linz-Auhof" errichtet, welche nur von/nach Linz befahren werden kann und den Schul- bzw. Universitätsstandort Auhof besser an das Autobahnnetz anbindet. Die Verkehrsfreigabe der neuen Anschlussstelle erfolgt  am 6. September 2024.
Die A 7 zählt im Stadtgebiet von Linz mit durchschnittlich 63.790 Fahrzeugen pro Tag zu dem am stärksten frequentierten Straßenabschnitten Oberösterreichs. Zur Verringerung der Lärmbelastung für die Anrainer wurde sie im Bereich der dicht bewohnten Stadtteile Bindermichl, Spallerhof und Niedernhart eingehaust. Der Verkehr führt seit November 2005 durch zwei Tunnel mit 1062 bzw. 580 Meter Länge, die in knapp zwei Jahren Bauzeit errichtet wurden und aufgrund der hohen Kosten umstritten waren.

### Fertiggestellte Abschnitte
Die Fertigstellung der insgesamt 29,831 km langen Mühlkreis Autobahn vollzog sich in folgenden Abschnitten:
| Abschnitt                                                                                                | Länge    | Typ | Verkehrsübergabe |
| --- | -------- | --- | ---------------- |
| Abbiegespur IV im Knoten Hummelhof                                                                       | ca. 1 km | 02  | 13.08.1962       |
| Knoten Linz – AS Linz-Süd                                                                                | 4,229 km | 04  | 24.10.1964       |
| Wankmüllerhofstraße – St. Peter-Straße mit Ostbrücke und Zufahrtsstraße VÖEST                            | –        | 02  | 11.10.1965       |
| AS Linz-Süd – Knoten Hummelhof                                                                           | 2,032 km | 04  | 01.09.1971       |
| Linz-Füchselstraße – AS Linz-Prinz Eugen Straße                                                          | 1,081 km | 04  | 01.09.1971       |
| AS Linz-Prinz Eugen Straße („Semmelweisstraße“) – Brückenkopf Linz (AS Linz-Hafenstraße)                 | 2,023 km | 04  | 30.11.1972       |
| AS Linz-Hafenstraße – AS Linz-Urfahr                                                                     | 0,795 km | 04  | 16.12.1972       |
| Brückenkopf Urfahr – AS Linz-Dornach                                                                     | 1,925 km | 02  | 20.12.1974       |
| Brückenkopf Urfahr – AS Linz-Dornach                                                                     | 1,925 km | 24  | 31.10.1975       |
| AS Linz-Hummelhof – AS Linz-Wiener Straße                                                                | 0,934 km | 02  | 09.02.1978       |
| AS Linz-Hummelhof – AS Linz-Wiener Straße                                                                | 0,934 km | 24  | 14.10.1978       |
| AS Linz-Dornach – AS Treffling                                                                           | 4,234 km | 02  | 31.10.1978       |
| AS Linz-Wiener Straße – Linz-Füchselstraße                                                               | 1,549 km | 04  | 09.02.1979       |
| AS Linz-Dornach – AS Treffling                                                                           | 4,234 km | 24  | 09.02.1980       |
| AS Treffling – AS Gallneukirchen                                                                         | 3,190 km | 04  | 31.10.1980       |
| AS Gallneukirchen – AS Unterweitersdorf                                                                  | 4,839 km | 04  | 14.10.1982       |
| Typ: 02 – Neubau von 2 Fahrspuren; 04 – Neubau von 4 Fahrspuren; 24 – Erweiterung von 2 auf 4 Fahrspuren |          |     |                  |

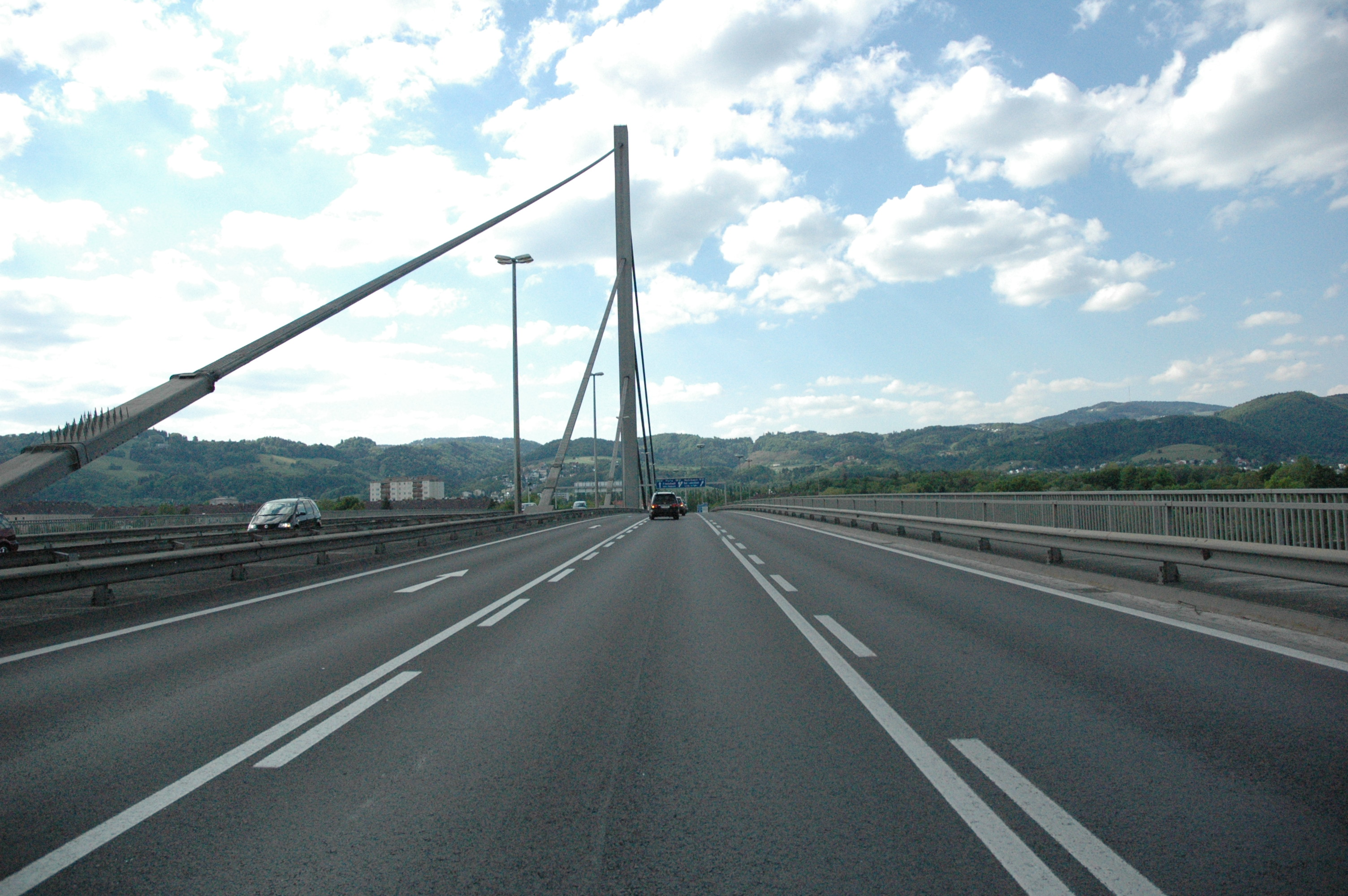
Schrägseilbrücke über die Donau in Linz, Blick Richtung Norden.
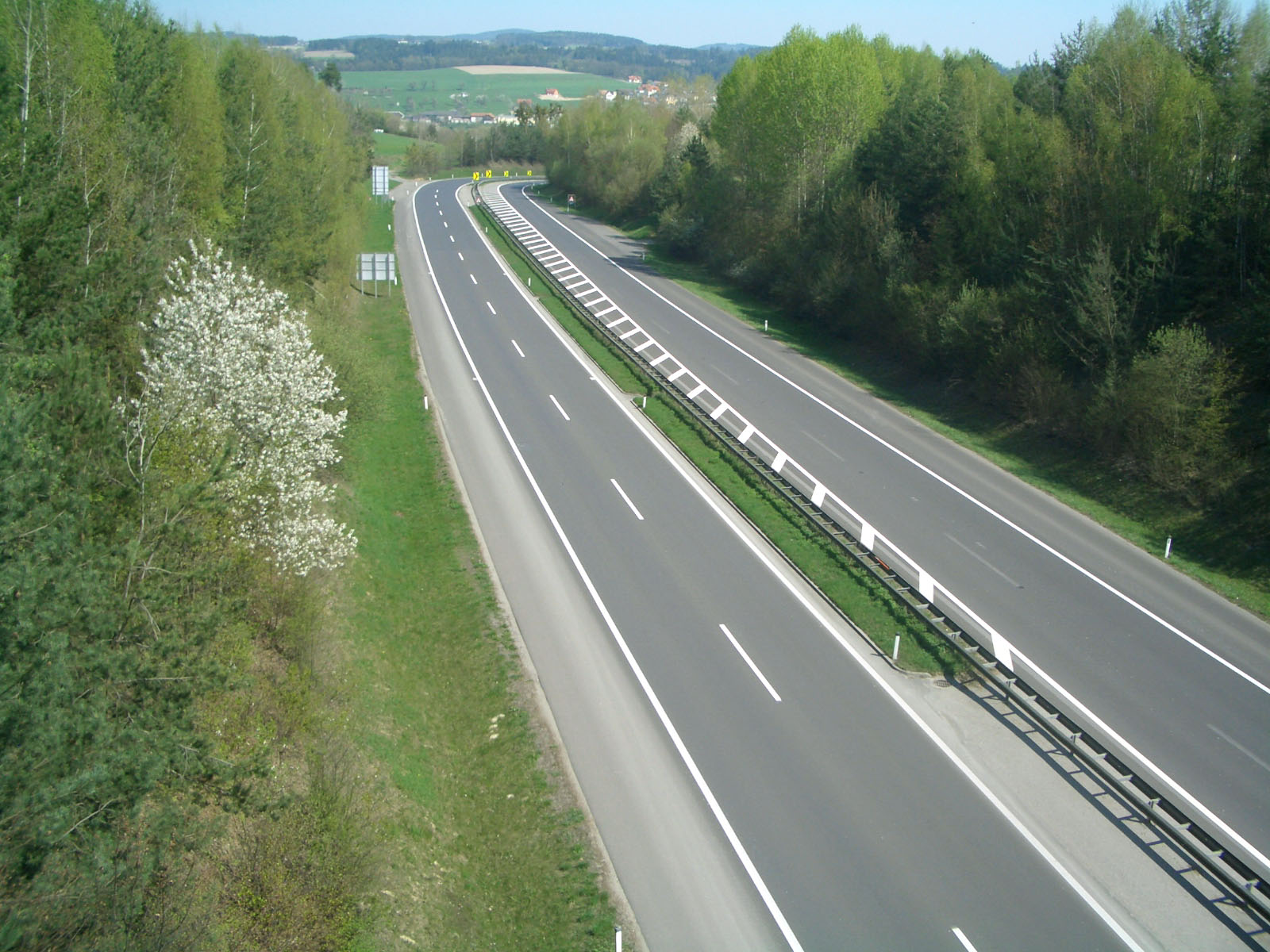
Ehemaliges Autobahnende bei Unterweitersdorf
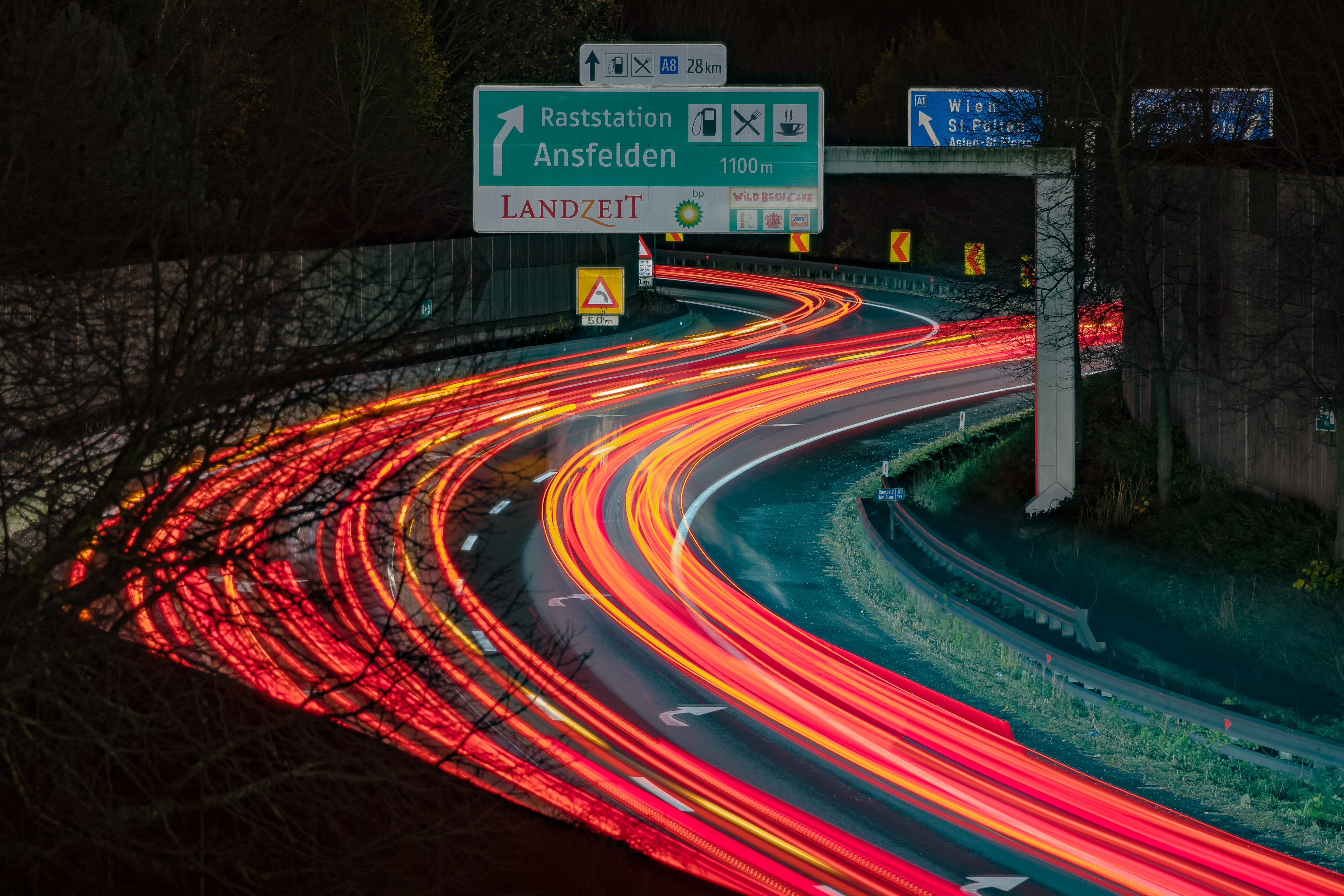
Abendverkehr am Knoten Linz

## Streckenverlauf
Ausgangspunkt der Autobahn ist der Knoten Linz der Westautobahn am Südrand des Trauntals bei Freindorf. Die weite Niederung wird geradlinig nordwärts samt der Traun gequert und beim Bindermichl im Linzer Stadtgebiet eine Hochterrassenzunge, die – heute teilweise eingehaust – ursprünglich im Einschnitt passiert wurde, erreicht. An deren Nordrand, beim ehemaligen Wagner-Jauregg-Spital, wendet sich die nunmehrige Stadtautobahn über die Westbahn ostwärts bis an das Industriegebiet des Chemiepark Linz, wo ein Nordschwenk Richtung Donau führt und unmittelbar nach deren Überbrückung eine neuerliche Richtungsänderung Richtung Osten, am Nordufer des Stromes entlang, nach Auhof führt. Hier beginnt nordwärts der Aufstieg ins Mühlviertel, zunächst der Senke von Mittertreffling (Katzbach) entlang, von der aus Schweinbach südlich Gallneukirchen im Gusental erreicht wird. Nach Querung des Tals durchschneidet die Autobahn einen kleinen Höhenrücken zum Tal der Kleinen Gusen, wo sich die Anschlussstelle Unterweitersdorf befindet.